# 六本木バナナ・ボーイズ
『六本木バナナ・ボーイズ』（ろっぽんぎバナナ・ボーイズ）は、喜多嶋隆著の小説、およびそれを原作とした映画である。

## あらすじ
生まれも育ちも六本木で、誕生日も同日（哲男が10分早く生まれているらしい）の涼太郎と哲男。
涼太郎の家業は銭湯で、現在はヌードカメラマン。

哲男の家業は鮮魚店だが、つい最近、シーフードレストランを開店した。

ある日哲男が地元のライブハウスの誕生パーティーでノリノリで歌っているとケンカ騒ぎが起きる。哲男も参戦すると、その中に仕事でハワイへ行っているはずの涼太郎がいた。

再会の挨拶もそこそこに2人はケンカを繰り広げて、元同級生で警察官をやっている渡辺（ナベ）に捕まる。

ナベをあしらって釈放された2人だが、涼太郎はグラビア撮影でプロダクション関係者と揉め、哲男は仕入れの途中に外国人留学生のジュディに絡んでいた日本人男性とケンカする。

哲男は助けたジュディに一目ぼれして舞い上がるものの、どうも彼女には秘密がありそうだ。

その秘密が、実はライブハウスで涼太郎が揉めた針尾組と一本の線で繋がりそうだとわかり、2人は一計を案じるが…

## 既刊一覧
六本木バナナ・ボーイズ（1988／光文社文庫、1989）

六本木シンデレラ（1989／光文社文庫、1992）

六本木サンセット（1991）

## 映画版
『ビー・バップ・ハイスクール』シリーズで主演を務めた仲村トオルと清水宏次朗が再びコンビを組み、1989年8月12日に東映系にて公開された。2010年9月21日にはDVDが発売された。

### スタッフ
- 監督 - 成田裕介
- 企画 - 黒澤満、岡田裕介
- プロデューサー：青木勝彦、山本勉
- 原作 - 喜多嶋隆
- 脚本 - 柏原寛司
- 撮影 - 柳島克己
- 照明 - 井上幸男
- 美術 - 小澤秀高
- 録音 - 柿沼紀彦
- 編集 - 田中修
- 助監督 - 伊藤裕彰
- 音楽 - 飛澤宏元
  - 作曲 - 都志見隆、羽場仁志
  - 演奏 - TEA-J BAND
- 音楽プロデューサー - 高桑忠男
- 主題歌 - 清水宏次朗「俺たちのシーズン」
  - 作詞 - 松本隆
  - 作曲 - 清水宏次朗
  - 編曲 - つのごうじ
- 技闘 - 高瀬将嗣
- カースタント - TA・KA
- 製作協力 - セントラルアーツ
- 東映株式会社作品

### キャスト
- 夏目涼太郎 - 仲村トオル
- 岩田哲男 - 清水宏次朗
- 高見小百合 - 森川由加里
- ジュディ・エストラダ - カトリーナ・ケーシー
- 京子 - RIKACO
- 今井 - 木之元亮
- アキラ - ジミー大西
- 渡辺 - 香川照之
- 前島 - 栗田貫一
- 君津刑事 - 伊藤洋三郎
- 梅 - 千石規子
- その他 - 伊藤加奈子、加藤善博、杉本哲太、高橋克典、小沢一義、松山鷹志、藤原晋、榎木兵衛、松坂季実子[1]